# Trissernis greeni
Trissernis greeni là một loài bướm đêm trong họ Noctuidae.